# Goal (poesia)
Goal è una poesia in endecasillabi sciolti di Umberto Saba ispirata allo sport del calcio. Fa parte della raccolta del Canzoniere. L'opera inquadra plasticamente il momento in cui viene segnato un goal e le conseguenze pratiche ed emotive che ciò comporta. La dicotomia della scena evocata si riflette da una parte nello sconforto del portiere sconfitto, evidenziato anche da una descrizione fisica («il portiere caduto» che contro terra cela la faccia», consolato dal «compagno in ginocchio»), e dall'altra nella gioia dell'altro portiere, che «si fa una capriola / si fa baci». Tra i due soggetti descritti, nella strofa centrale, si trova il pubblico, in preda a un'esaltante felicità.

## Testo
|    | Goal                                         |
|    |                                              |
|    | Il portiere caduto alla difesa               |
|    | ultima vana, contro terra cela               |
|    | la faccia, a non veder l’amara luce.         |
|    | Il compagno in ginocchio che l'induce        |
| 5  | con parole e con mano, a rilevarsi,          |
|    | scopre pieni di lacrime i suoi occhi.        |
|    |                                              |
|    | La folla – unita ebrezza – par trabocchi     |
|    | nel campo. Intorno al vincitore stanno,      |
|    | al suo collo si gettano i fratelli.          |
| 10 | Pochi momenti come questo belli,             |
|    | a quanti l’odio consuma e l’amore,           |
|    | è dato, sotto il cielo, di vedere.           |
|    |                                              |
|    | Presso la rete inviolata il portiere         |
|    | – l’altro – è rimasto. Ma non la sua anima,  |
| 15 | con la persona vi è rimasta sola.            |
|    | La sua gioia si fa una capriola,             |
|    | si fa baci che manda di lontano.             |
|    | Della festa – egli dice – anch’io son parte. |